# Felina

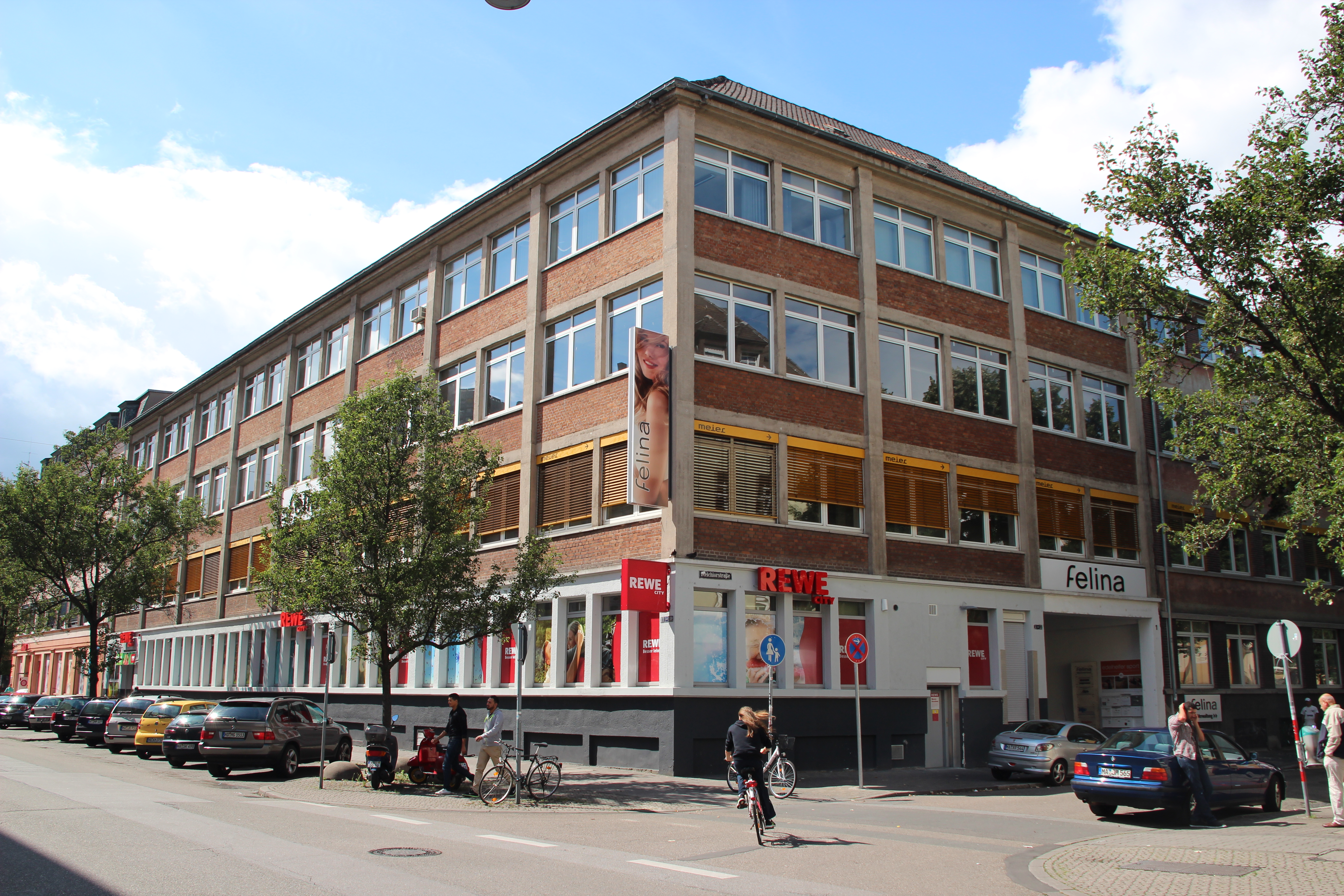
Sitz der Felina in der Lange Rötterstraße

Felina ist ein Textilunternehmen mit Sitz in Mannheim. Es stellt hochwertige Unterwäsche und Dessous her. In Mannheim sind die operative Zentrale und das Designzentrum angesiedelt, Produktionsstätten befinden sich in Ungarn.

## Geschichte
1885 gründete Eugen J. Herbst eine Korsettmanufaktur mit zehn Mitarbeitern in Bad Rappenau. Nach fünf Jahren wurde das Unternehmen wegen der besseren verkehrlichen Anbindung nach Mannheim verlagert. 1915 wurde „Felina“ als Marke für Büstenhalter angemeldet. 1926 beschäftigte das Unternehmen in Mannheim 660 Mitarbeiter, davon rund 90 Prozent Frauen. In den 1930er Jahren wurde weiter expandiert und in Mailand, Paris, Zürich und London Fabrikationsniederlassungen gegründet.
Weil die Familie Herbst jüdisch war, war sie von der Machtergreifung der Nationalsozialisten 1933 sofort betroffen. So durfte sie nicht mehr zu Mustermessen und unterlag Devisenbeschränkungen. Die Verantwortung für das Unternehmen wurde dem „Treuhänder der Arbeit“ übergeben, tatsächlich leitete aber noch bis 1936 Eugen Herbst die Geschäfte. Dann nutzte Generalkonsul Richard Greiling, ein Fabrikant aus Leipzig, die Notlage des Unternehmens wie auch vier weiterer jüdischer Unternehmen aus und erwarb die Firma Felina deutlich unter ihrem eigentlichen Wert. Nach dieser „Arisierung“ hieß das Unternehmen „Korsettfabrik FELINA Mannheim“. Das Unternehmen beschäftigte Zwangsarbeiter und ließ einen Teil der Produktion im Ghetto Lodsch fertigen. Innerhalb weniger Jahre gelang es Greiling, den Unternehmensgewinn zu verdoppeln. 1944 wurden die Produktionsgebäude in Mannheim weitgehend zerstört.
Anschließend begann der Wiederaufbau. Mit der Eröffnung eines Zweigwerks in Kaiserslautern 1955 war Felina das zweitgrößte Miederunternehmen in Deutschland und 1958 auf der Brüsseler Weltausstellung vertreten. Beim Jubiläum zum 75-jährigen Bestehen im Jahr 1960 hatte Felina 2.500 Mitarbeiter. Die Produkte wurden weltweit vertrieben, Hauptexportmärkte waren Italien, Schweiz, Niederlande, Norwegen und Schweden.

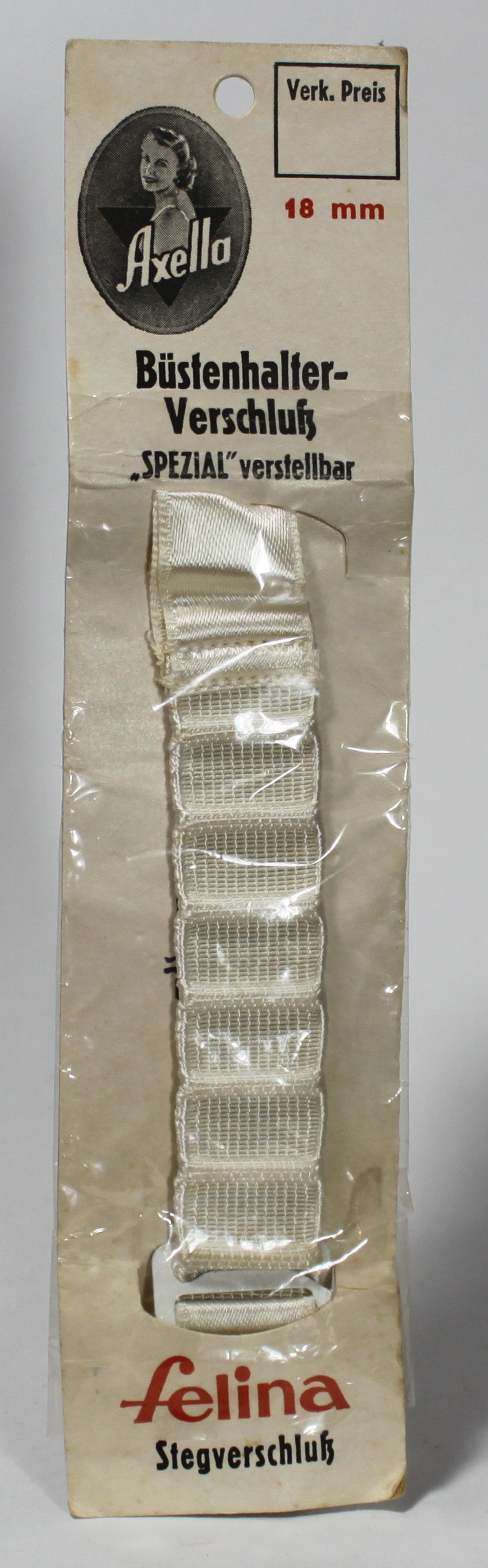
Historisches Logo

Ende der 1970er Jahre geriet Felina in wirtschaftliche Schwierigkeiten und musste 1981 Vergleich anmelden. Eine Schweizer Investorengruppe übernahm das Unternehmen und verlagerte die Produktion sukzessive ins kostengünstigere Ausland (Ungarn). Ab Ende Februar 2015 war Palero Invest mit Sitz in Luxemburg der Eigentümer. Im Juni 2017 wurde Felina von Lauma International, heute European Lingerie Group, übernommen.